# Omerz und Roter Berg
Omerz und Roter Berg ist ein 6,51 km² großes gemeindefreies Gebiet im Landkreis Bad Kissingen in der bayerischen Rhön. Das Gebiet ist komplett bewaldet.

## Geografie

### Lage
Das Gebiet Omerz liegt rechts der Schondra zwischen Rhön und Spessart. Der Rote Berg liegt links des Flusses, in den Ausläufern der Rhön. Dazwischen befindet sich das Naturschutzgebiet Unteres Schondratal.

### Nachbargemeinden
| Forst Aura (Gemeindefreies Gebiet) | Roßbacher Forst (Gemeindefreies Gebiet)     |                        |
| Markt Burgsinn                     | Kompassrose, die auf Nachbargemeinden zeigt |                        |
|                                    |                                             | Gemeinde Wartmannsroth |